# Саад Натік
Саад Натік (араб. سعد ناطق, нар. 19 березня 1994, Ен-Наджаф) — іракський футболіст, захисник саудівського клубу «Абха».
Виступав, зокрема, за клуб «Аль-Кува», а також олімпійську збірну Іраку.

## Клубна кар'єра
У дорослому футболі дебютував 2011 року виступами за команду «Аль-Мазафі», в якій провів два сезони. 
Своєю грою за цю команду привернув увагу представників тренерського штабу клубу «Аль-Кува», до складу якого приєднався 2013 року. Відіграв за багдадську команду наступні чотири сезони своєї ігрової кар'єри.
Згодом з 2017 по 2022 рік грав у складі команд «Аль-Арабі», «Аль-Кува» та «Аш-Шорта».
До складу клубу «Абха» приєднався 2022 року. Станом на 4 лютого 2024 року відіграв за саудівську команду 32 матчі в національному чемпіонаті.

## Виступи за збірні
У 2013 році залучався до складу молодіжної збірної Іраку. На молодіжному рівні зіграв у 6 офіційних матчах.
У 2015 році дебютував в офіційних матчах у складі національної збірної Іраку.
У складі збірної був учасником кубка Азії з футболу 2019 року в ОАЕ, кубка Азії з футболу 2023 року у Катарі.
У 2016 році захищав кольори олімпійської збірної Іраку. У складі збірної — учасник футбольного турніру на Олімпійських іграх 2016 року у Ріо-де-Жанейро.
| Дата      | Місто | Господарі | Результат | Гості | Турнір            | Голи | Примітки |
| --------- | ----- | --------- | --------- | ----- | ----------------- | ---- | -------- |
| 15-6-2021 | Арад  | Іран      | 1 – 0     | Ірак  | Відбір до ЧС 2022 | -    | 47' 86'  |
| Усього    |       | Матчів    | 1         |       | Голів             | 0    |          |